# Glypta utahensis
Glypta utahensis är en stekelart som beskrevs av Dasch 1988. Glypta utahensis ingår i släktet Glypta och familjen brokparasitsteklar. Inga underarter finns listade i Catalogue of Life.